# Río Otira
El río Otira es un río neozenlandés situado en el centro de la Isla Sur de Nueva Zelanda. Se eleva sobre las laderas del monte Rolleston en los Alpes Neozelandeses, y fluye hacia el norte por 20 km, pasando por la ciudad de Otira antes de unirse al río Taramakau. La desembocadura del Taramakau es en el mar de Tasmania, 12 kilómetros al sur de Greymouth.
El valle del río Otira forma el enfoque del noroeste al Paso de Arthur, uno de los tres pasos principales a través de los Alpes Neozelandeses.

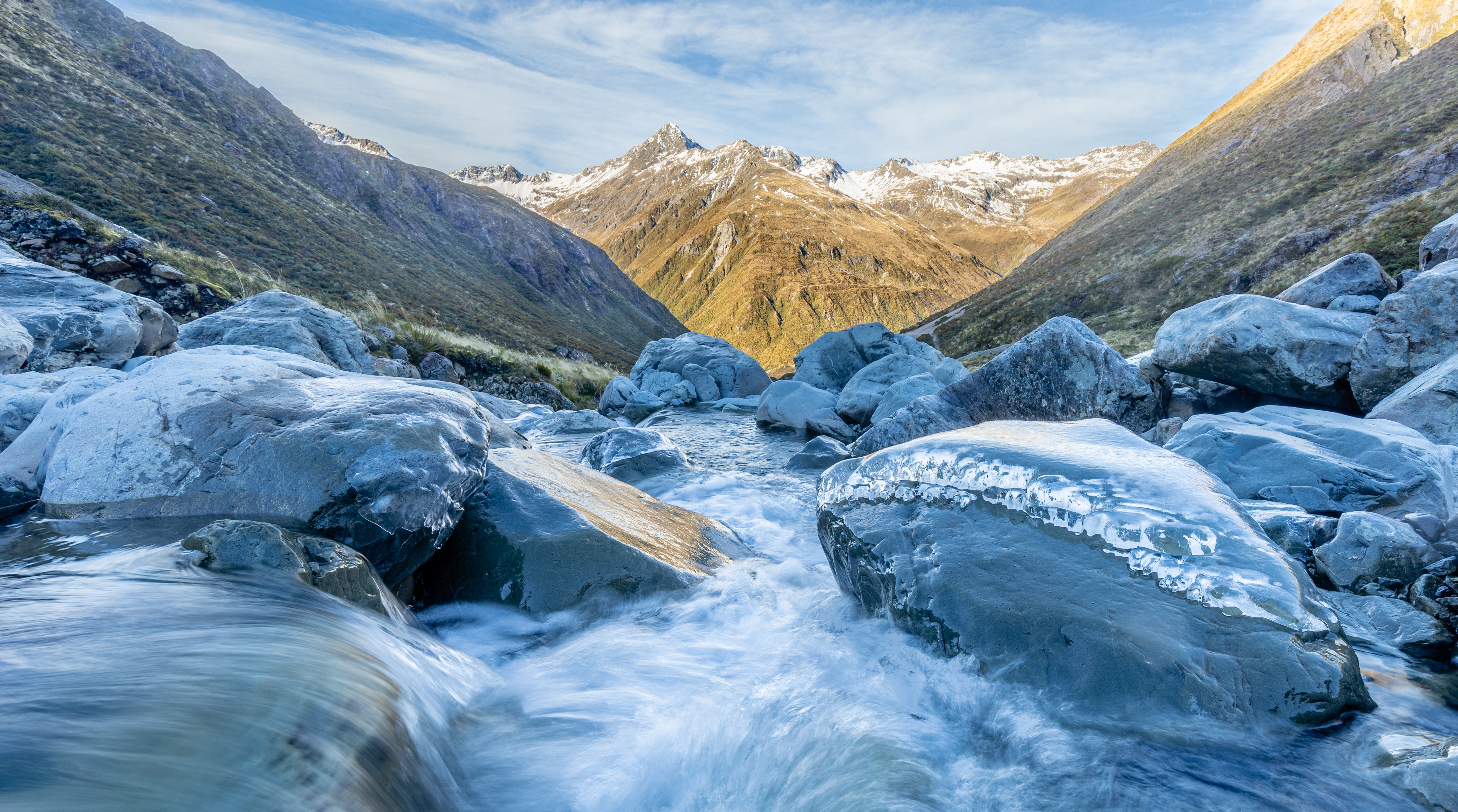
Río Otira en Arthur's Pass National Park, Nueva Zelanda